# Oxalis barrelieri
Oxalis barrelieri är en harsyreväxtart som beskrevs av Carl von Linné. Oxalis barrelieri ingår i släktet oxalisar, och familjen harsyreväxter. Inga underarter finns listade i Catalogue of Life.